# Lérida (Tolima)
Pour les articles homonymes, voir Lérida (homonymie).
Lérida est une ville de Colombie, dans le département de Tolima. Ses coordonnées sont 4° 52' N et 74° 55' O.
Sa population s'élèvait à 27 474 habitants[Quand ?].

## Jumelage
- Lérida (Espagne)